# Pozitivna diskriminacija
Pozitivna diskriminacija (također "afirmativna akcija" ili "posebne mjere") je skup pravnih, političkih i socijalnih mjera radi favoriziranja članova socijalnih grupa (pripadnika rasnih, nacionalnih i vjerskih manjina i dr.) koje su u društvu opterećeni slabijim prilikama socijalnog napredovanja, ili koji su na neki način u društvu izloženi diskriminaciji.
Početke pravnih mjera poduzetih u svrhu pozitivne diskriminacije nalazimo u Uredbi (eng. Executive Order) br. 10925 od 6. ožujka 1961. donesenu predsjednikom Johnom F. Kennedyjem, gdje se od poslodavaca koji imaju ugovore s Državom zahtijevalo da "poduzmu afirmativnu akciju kako bi osigurali da zapošljavanje i tretman zaposlenika budu budu bez uzimanja u obzir njihove rase, vjerovanja, boje ili nacionalnog podrijetla."
Kasnije se uzelo da se pripadnike u društvu defavoriziranih grupa može i privilegirati.
Međunarodna konvencija o uklanjanju svih oblika diskriminacije propisuje: "Posebne mjere, koje su donesene jedino u svrhu da se osigura odgovarajući napredak određenih rasnih ili etničkih skupina ili osoba kojima je nužna zaštita koja može biti potrebna radi jamčenja, uživanja i ostvarenja prava čovjeka i osnovnih sloboda pod jednakim uvjetima, ne smatraju se kao mjere rasne diskriminacije, pod uvjetom da nemaju za rezultat održanje različitih prava za razne rasne skupine i da se ne održavaju na snazi kada se postignu ciljevi radi kojih su te mjere bile poduzete."

## Vanjske poveznice
- Međunarodna konvencija o ukidanju svih oblika rasne diskriminacije iz 1966.